# 长沙二环线

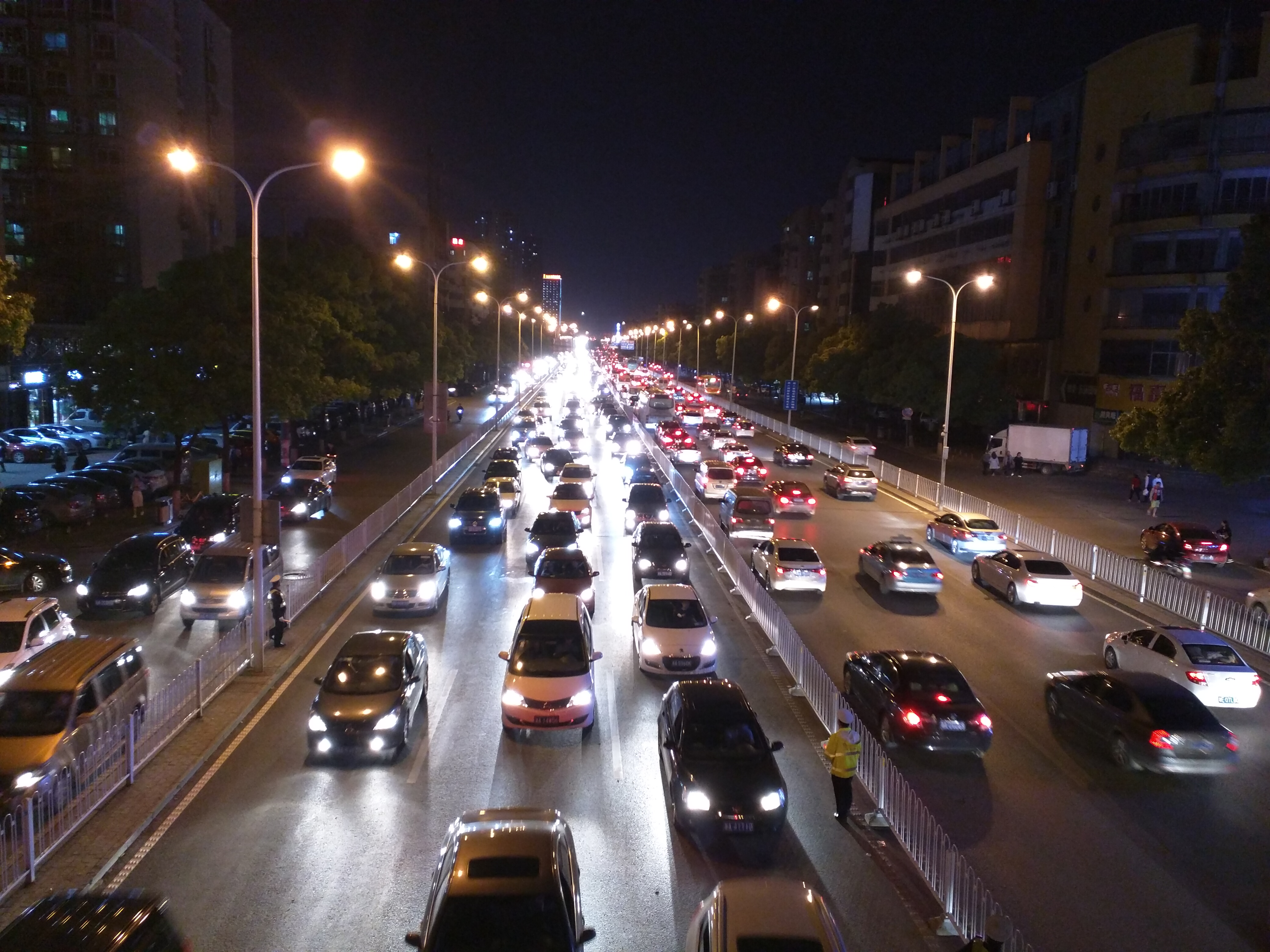
荷花路口附近夜景

长沙二环线为湖南省长沙市中心城区道路，与交叉道路连接为立交或高架，按城市主干道级标准建设，规划全长为47.55公里，路幅宽46米、单向2~3车道，设计车速为60-80公里／小时，规划设互通式立交桥、高架桥29座，其中跨河大桥7座，湘江特大桥2座（三汊矶大桥和猴子石大桥），桥梁面积70万平方米，路面面积约121万平方米，征用土地约367公顷，总投资概算为47亿元，实际累计投资68.98亿元。整个工程1995年开建，2006年全线贯通。
- 东二环，由中岭立交开始由北向南分别经苏家托高架桥、捞刀河大桥、洪山大桥、四方坪立交、两座浏阳河大桥、北高架、八一路立交、人民路立交、赤新路立交、长重高架至劳动路立交止，全长约15.23公里，于1996年建成通车。目前东二环远大路以北全部为高架桥，远大路以南，除人民路、长沙大道、劳动东路等节点设有立交桥外，以地面道路为主，拟全线高架双层通行。
- 南二环，由劳动路立交开始由东向西分别经韶山路立交、芙蓉路立交、新中路高架、书院路立交、猴子石大桥至罗家嘴立交止，全长约8.74公里。随猴子石大桥建成于2000年9月20日贯通。
- 西二环，由罗家嘴立交开始由南向北分别经王家湾立交、西大门立交、龙王港立交、桐梓坡路（金洲大道）、涧溪立交桥、至金环立交桥止，全长约14.38公里，2006年9月1日贯通。
- 北二环，由金星路立交开始，由西向东分别经三汊矶大桥金霞立交、芙蓉路立交、彭家巷立交至中岭立交止，全长约9.20公里，路段随三汊矶大桥2006年9月1日建成全线贯通。